# Fusta (wuxing)

Ideograma xinès per la fusta.

En la filosofia xinesa, la fusta (xinès simplificat:木; pinyin:mù), de vegades traduït com Arbre, és el creixement de la matèria, o l'etapa de creixement de la matèria. La fusta és la primera fase de Wu Xing. La fusta és el caràcter yang menor dels Cinc elements, donant naixement al foc. Representa la primavera, l'est, el planeta Júpiter i Mercuri, el color verd, el temps ventós i el Drac Blau (Qing Long) en els Guardians del cel. Els colors blau i cian també representen la fusta.

## Atributs
En pensament taoista xinès, els atributs de la fusta es consideren la força i la flexibilitat, com succeeix en les plantes del bambú. També s'associa amb qualitats de calidesa, generositat, cooperació i idealisme. La persona Wood serà expansiva, extravertida i socialment conscient. L'element de fusta és aquell que busca maneres de créixer i expandir-se. La fusta anuncia l'inici de la vida, la primavera i els brots, la sensualitat i la fecunditat. La fusta necessita humitat per prosperar.
A la medicina xinesa, la fusta s'associa amb sentiments negatius d'ira i sentiments positius d'optimisme, paciència i altruisme.
Els òrgans associats amb aquest element són el fetge (yin), la vesícula biliar (yang), els ulls i els tendons.

## Astrologia
En l'astrologia xinesa, la fusta s'inclou a les 10 troncs celestials (els cinc elements en les seves formes yin i yang), que es combinen amb les 12 branques terrestres (o signes xinesos del zodíac), per formar un cicle sexagesimal de 60 anys.
- Els anys de la fusta de Yang acaben en quatre (per exemple, 1974).
- Els anys de fusta Yin acaben en cinc (per exemple, 1975).

La fusta regeix els signes del zodíac xinès: Tigre i Conill.
Alguns astròlegs han defensat una associació entre la fusta i l'element clàssic Èter, sobre la base que l'èter està associat amb Júpiter en l'astrologia hindú.
No obstant això, també es pot argumentar que l'èter correspondria al metall Yang (picant, sequedat, astringència, subtilitat, espai exterior, buit) o al foc Yin (subtilesa, que permet el creixement, associat a l'ànima i al sistema nerviós) i la fusta Yin a l'element Aire i al Vent, encara que es pot produir confusió a causa de les característiques que no s'ajusten, ja que Wu Xing es correspon més amb els 5 Subpranes o Moviments Ayurvèdics que amb els propis Elements.

## Cicle de Wu Xing
En el cicle regeneratiu del Wu Xing, l'aigua engendra la fusta, "com la pluja o la rosada fan que la vida de les plantes floreixi"; La fusta engendra foc ja que "el foc es genera fregant dues peces de fusta" i s'ha d'alimentar cremant llenya. Com que la fusta també representa vent, també nodreix el foc amb el flux d'oxigen.
En el cicle de conquesta:
La fusta venç la terra lligant-la amb les arrels dels arbres i agafant la substància del sòl.
El metall supera la fusta, ja que la destral metàl·lica pot fer caure els arbres més grans. En un sentit menys figurat, la sequedat i la fredor del metall fa que la fusta, els arbres i les plantes s'assequin i es marceixin (com passa a la tardor).